# An Essay on Criticism
An Essay on Criticism (dt. Ein Versuch über die Kritik) ist das erste größere Gedicht des englischen Dichters Alexander Pope (1688–1744). Trotz des Titels ist das Gedicht keine Analyse im eigentlichen Sinn, sondern vielmehr eine Zusammenstellung von Popes verschiedenen literarischen Positionen. Beim Lesen des Gedichts wird deutlich, dass er sich nicht unbedingt als beabsichtigter Autor an den unbedarften Leser wendet. Pope wendet bei diesem Gedicht das Reimschema der heroic couplets an, „heroische“ Reimpaare aus jambischen Fünfhebern.
Das Gedicht erschien erstmals 1711, wurde jedoch schon 1709 geschrieben. Die deutsche Übersetzung von J. H. M. Dambeck erschien 1807. Aus Popes Korrespondenz geht hervor, dass viele der Ideen für das Gedicht mindestens schon seit 1706 existierten. Es handelt sich bei dem Gedicht um ein Versessay, geschrieben im Stile von Horaz, das sich vorrangig damit beschäftigt, wie Schriftsteller und Kritiker sich im neuen Literaturbetrieb zu Zeiten Popes verhalten. Das Gedicht berichtet von einer Reihe guter Kritiken und Ratschläge, und es spiegelt auch viele der wesentlichen literarischen Ideale dieser Zeit wider.
Pope behauptet in der Eingangssequenz des Gedichtes, dass schlechte Kritiken einen größeren Schaden anrichten als schlecht geschriebene Texte:
’Tis hard to say, if greater Want of Skill
Appear in Writing or in Judging ill,
But, of the two, less dang’rous is th’ Offence,
To tire our Patience, than mis-lead our Sense
Some few in that, but Numbers err in this,
Ten Censure wrong for one who Writes amiss;
A Fool might once himself alone expose,
Now One in Verse makes many more in Prose. ... (1–8)
Trotz der schädlichen Auswirkungen schlechter Kritik benötigt die Literatur angemessene Kritik.
Pope schildert allgemeine Fehler von Kritikern wie z. B. die Beseitigung leichter und stereotyper Reime: 
And ten low words oft creep in one dull line:
While they ring round the same unvaried chimes,
With sure returns of still expected rhymes;
Wher’er you find “the cooling western breeze”,
In the next line, it “whispers through the trees”;
If crystal streams “with pleasing murmurs creep”,
The reader’s threatened (not in vain) with "sleep" . . . (347–353)
Über das gesamte Gedicht hinweg bezieht sich Pope auf frühere Schriftsteller wie Vergil, Homer, Aristoteles, Horaz und Longinos. Dies zeigt seinen Glauben daran, dass die „Nachahmung der Vorfahren“ der endgültige Standard des literarischen Geschmacks ist. Pope sagte auch: „Wahre Leichtigkeit beim Schreiben kommt von der Kunst, nicht vom Zufall, / Da diejenigen sich am leichtesten bewegen, die zu tanzen gelernt haben“ (“True ease in writing comes from art, not chance, / As those move easiest who have learned to dance”, 362–363). Das bedeutet, dass Dichter gemacht werden, nicht geboren.
Wie es in Popes Gedichten üblich ist, schließt das Essay mit einem Bezug auf Pope selbst. Walsh, der letzte der erwähnten Kritiker, war ein Mentor und Freund Popes, der 1710 starb.
Der englische Dramatiker John Dennis griff das Essay on Criticism heftig an, da er darin spöttisch erwähnt wurde. Als Konsequenz dessen tauchte Dennis auch in einer späteren Satire Popes, The Dunciad, auf.
Teil II des Essay on Criticism beinhaltet ein berühmtes Reimpaar:
A little learning is a dangerous thing;
Drink deep, or taste not the Pierian spring.
Dies bezieht sich auf die den Musen heilige Quelle in Pieria in Makedonien. Ironischerweise wird die erste Zeile dieses Reimpaares fälschlicherweise oft als “a little knowledge is a dangerous thing” zitiert und dadurch noch verstärkt, da falsche Zitierung ein gewisses Lerndefizit erkennen lässt.
Teil II ist auch die Quelle dieser berühmten Zeile:
To err is human, to forgive divine.
Die Zeile „Fools Rush In Where Angels Fear to Tread“ (etwa: „Narren stürmen vor, wo Engel nicht zu schreiten wagen“) aus dem zweiten Teil ging in den englischen Wortschatz über und wurde in verschiedenen Werken eingesetzt.

## Ausgaben
- dt.: Versuch über die Kritik. Freie metrische Übersetzung mit des Dichters Anmerkungen und Warburton’s Erläuterungen übersetzt von Johann Heinrich Dambeck, Karl Barth, Prag 1807. eingeschränkte Vorschau in der Google-Buchsuche